# Zirbelkiefer
Die Zirbelkiefer (Pinus cembra), auch Zirbenkiefer, Arbe, Arve, Zirbe oder Zirbel genannt, ist eine Pflanzenart aus der Familie der Kieferngewächse (Pinaceae). Ihre Heimat sind die Alpen und die Karpaten. Zirbelkiefern können bis zu 25 Meter hoch und 1000 Jahre alt werden. Ihre Kurztriebe tragen viele Büschel mit jeweils fünf Nadeln. Das sehr aromatisch duftende Holz wird als Möbel- und Schnitzholz verwendet. Die Samen (Zapfen) werden irreführend „Zirbelnüsse“ genannt, obwohl sie keine Nüsse sind.

## Namen
Die Bezeichnung Zirbe (mundartlich auch Zirm) für diese Kiefernart ist in Österreich und Bayern (Deutschland) gebräuchlich. Bis ins 16. Jahrhundert bezog sich dieser Name jedoch nur auf ihre Zapfen. Das Wort geht auf althochdeutsch zirbil ‚Fichtenzapfen‘ zurück, wozu auch mittelhochdeutsch zirben ‚wirbeln, sich im Kreise drehen‘ gehört.
Der Namenszusatz „cembra“ (Artepitheton) wurde von Carl von Linné nach den in Europa verbreiteten Vernakularnamen vergeben. Dabei bezog sich Linné unter anderem auf das 1586 erschienene Pflanzenbuch De plantis epitome utilissima von Pietro Andrea Mattioli, der die Art als Pinus Cembro aufgeführt hatte.
- Rätoromanisch:
  - Bündnerromanisch: dschember (Engadin), schiember (Surselva), schember (Rumantsch Grischun) (alle mit stimmhaftem Anlaut [dʒ], [ʒ]),
  - Dolomitenladinisch: cier, cirum, zirm (Anlaut [tʃ], [ts]),
  - Friaulisch: cirmul,
- Italienisch: cembro, cirmolo (letzteres aus dem Friaulischen),
- Rumänisch: zâmbru,
- Französisch: pin cembro

Allen diesen Wörtern liegt eine gemeinsame vorrömische Basis *gímaro, *kímaro, *kíramo zugrunde, mit Ausnahme von zirm und ähnlichen, die auf ein mundartliches deutsches Zirm = Zirben zurückgehen können.
In der Deutschschweiz wird dieser Baum Arve oder dialektal Arbe genannt, in der französischsprachigen Schweiz, in Hochsavoyen und im Aostatal arole oder arolle. Beide Wörter gehen auf ein gallisches *arawo beziehungsweise eine um eine Ableitungssilbe ergänzte Wortvariante zurück. Der typische Mischbestand der Hochgebirgsregion, den die Zirbelkiefer gemeinsam mit der Lärche bildet, wird in der Fachliteratur als Arven-Lärchenwald bezeichnet.

## Beschreibung

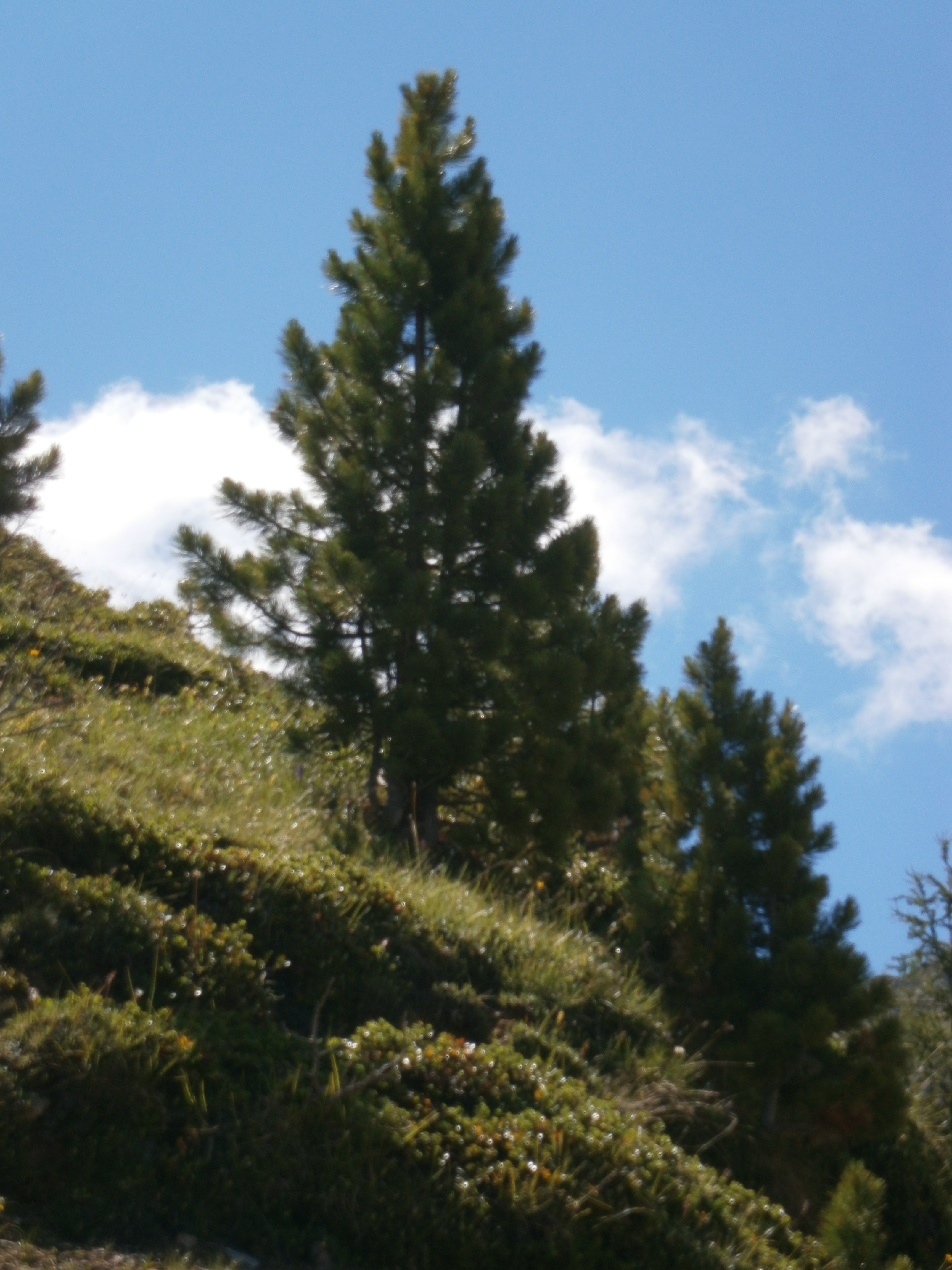
Junge Zirbelkiefer auf Gipsstein-Boden in Frankreich

### Habitus
Die Zirbelkiefer ist ein immergrüner Baum, der Wuchshöhen von bis zu 25 Meter und einen Brusthöhendurchmesser von bis zu 1,7 Meter erreicht. Junge Bäume besitzen einen geraden Stamm, der in einer schmalen Krone endet. Die Äste reichen fast bis zum Boden. Junge Triebe weisen eine rotgelb gefärbte, filzige Behaarung auf, die sich nach dem ersten Winter schwarzgrau verfärbt. Vor allem freistehende Altbäume wachsen oft in bizarren Formen und sind häufig tief und kräftig beastet. Sie sind meist krummschäftig oder mehrstämmig. Solche Wuchsformen treten in geschlossenen Beständen eher selten auf.

### Wurzelsystem
Auf den meist flachgründigen und geschiebereichen Gebirgsböden ist die Zirbelkiefer nur selten in der Lage, ein Wurzelsystem ungestört auszubilden. Jungbäume bilden eine Pfahlwurzel aus, die nur von kurzer Lebensdauer ist und schon bald von kräftigen Senkerwurzeln abgelöst wird, welche von den weit reichenden Seitenwurzeln ausgehen. Diese Senkerwurzeln dringen in Gesteinsspalten ein und verankern den Baum so.

### Borke

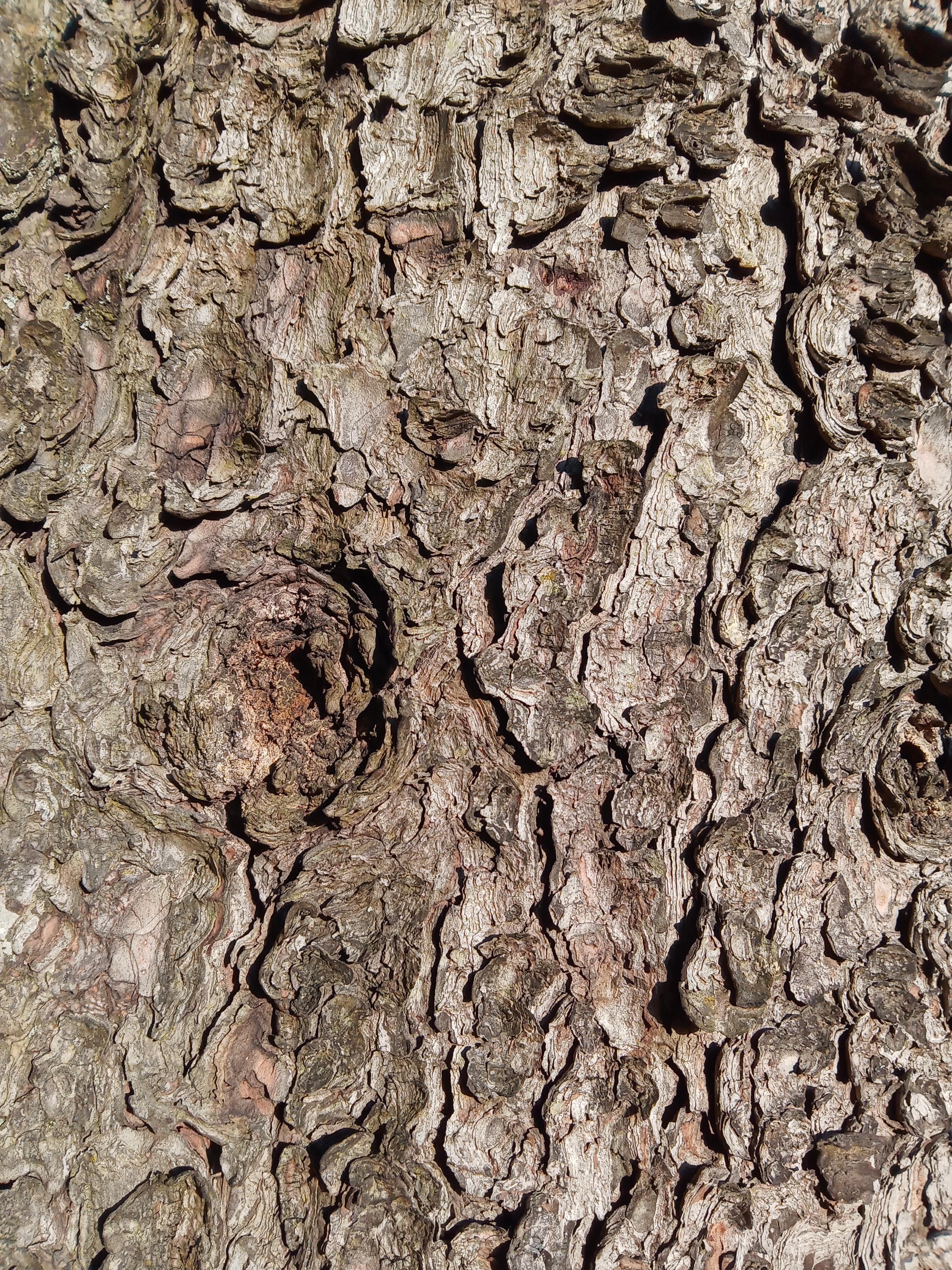
Borke eines Baumes mittleren Alters

Die Borke von Altbäumen ist von graubrauner Farbe und weist die für Kiefern typischen Längsrisse auf. Die innere Rinde ist rötlichbraun gefärbt. Die glatte Rinde der Jungbäume ist glänzend grau bis graubraun gefärbt. Die Rinde der Äste ist von graugrüner bis hellgrauer Farbe. Junge Triebe sind gerieft.

### Holz
Siehe auch: Nutzung#Zirbelholz
Das zuerst rötliche und später rotbraun gefärbte Kernholz duftet stark aromatisch und wird von einem relativ schmalen gelblichen Splint umgeben. Das Holz ist relativ leicht, weich, mäßig bis wenig dauerhaft, lässt sich gut bearbeiten, ist nagel- und schraubenfest und besitzt einen gleichmäßigen, feinen Aufbau. Der Splintanteil ist empfindlich gegenüber Bläuepilzen. Die Jahresringe sind deutlich zu erkennen. Das Spätholz besitzt zahlreiche und relativ große Harzkanäle. Der Fladerung wird durch viele gesund eingewachsene und dunkel rotbraun gefärbte Äste eine dekorative Struktur verliehen. Die Darrdichte beträgt 0,37 bis 0,56 g/cm³. Zirbenholz ist leicht und weich (Darrdichte 400 kg/m³, Brinellhärte 15 N/mm²) und sehr gut zu bearbeiten, die Festigkeitseigenschaften sind mäßig gut, das Schwindmaß gering. Es lässt sich gut spalten und gut schnitzen. Die Trocknung geht leicht, bei der Oberflächenbehandlung ist der Harzanteil zu berücksichtigen.

### Nadeln
Die biegsamen Nadeln der Zirbelkiefer werden fünf bis elf Zentimeter lang und rund einen Millimeter dick. Jeder Kurztrieb weist mehrere Büschel zu je fünf Nadeln auf, die meist gehäuft an der Zweigspitze angeordnet sind. Der Nadelrand ist bis auf die Nadelspitze fein gesägt. Die im Querschnitt dreieckigen Nadeln besitzen zwei nach unten weisende Seiten. Jede dieser Seiten besitzt mehrere bläulich-weiß gefärbte Spaltöffnungsstreifen. Die gewölbte Nadeloberseite ist dunkelgrün und weist keine Spaltöffnungen auf. Die Primärnadeln, die den Keimblättern folgen, und die später gebildeten Sekundärnadeln besitzen sowohl auf der Nadelober- als auch auf der Nadelunterseite Spaltöffnungen. Bei Primärnadeln sind diese in sechs bis sieben Reihen und bei Sekundärnadeln an der Oberseite in zwei Streifen von je sieben bis elf Reihen und an der Unterseite in einigen kurzen Reihen angeordnet. Die neun bis zwölf Keimblätter werden rund drei Zentimeter lang und besitzen an der Nadeloberseite zwei Spaltöffnungsstreifen mit je fünf bis acht Reihen. Noch im ersten Lebensjahr werden 14 bis 22 flache und am Rand gezähnte Primärnadeln gebildet, die mit Köpfchenhaaren versehen sind. Die Nadeln können bis zu zwölf Jahre am Baum verbleiben.

### Blüten, Zapfen und Samen

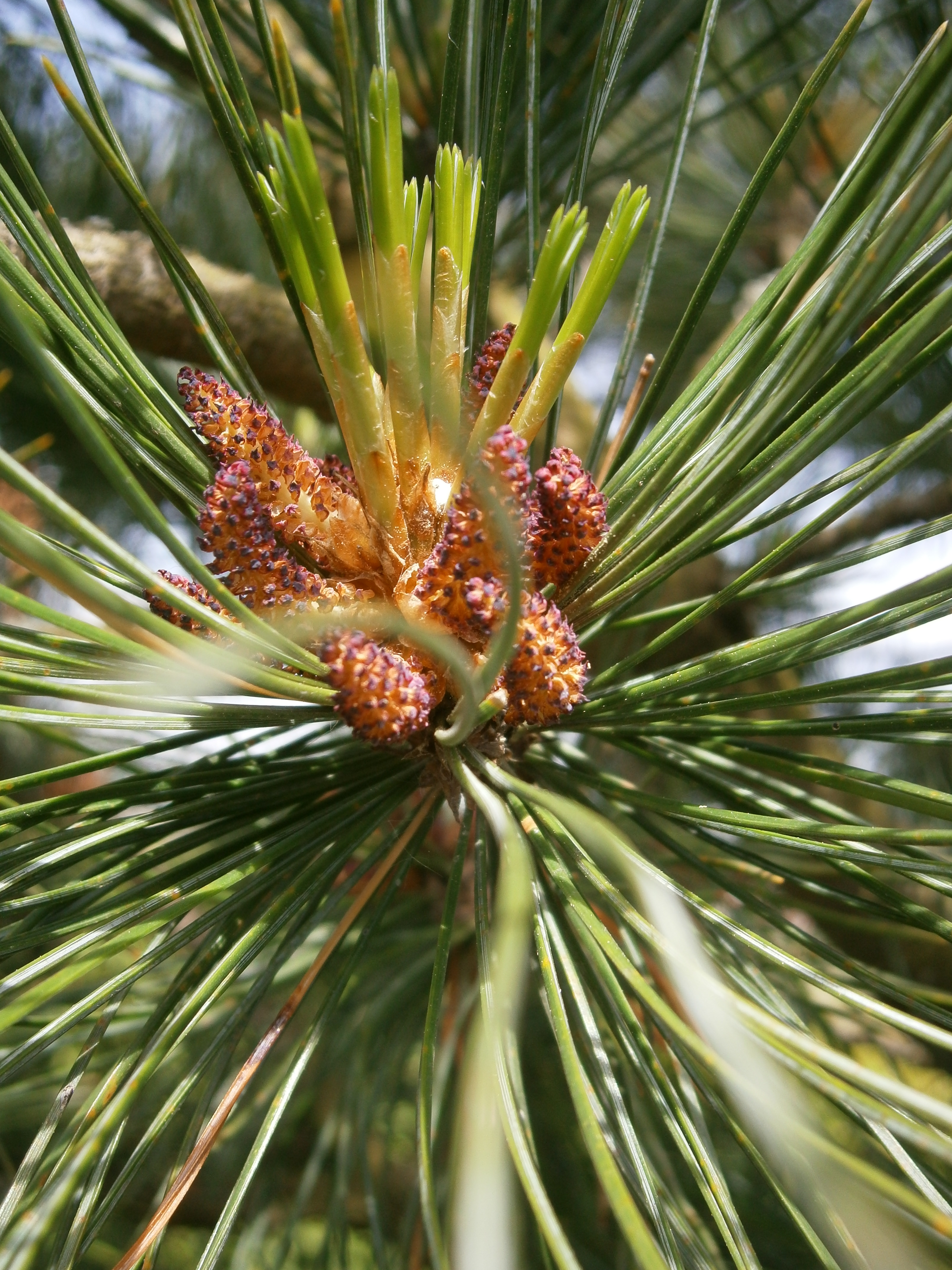
Männliche Blütenzapfen

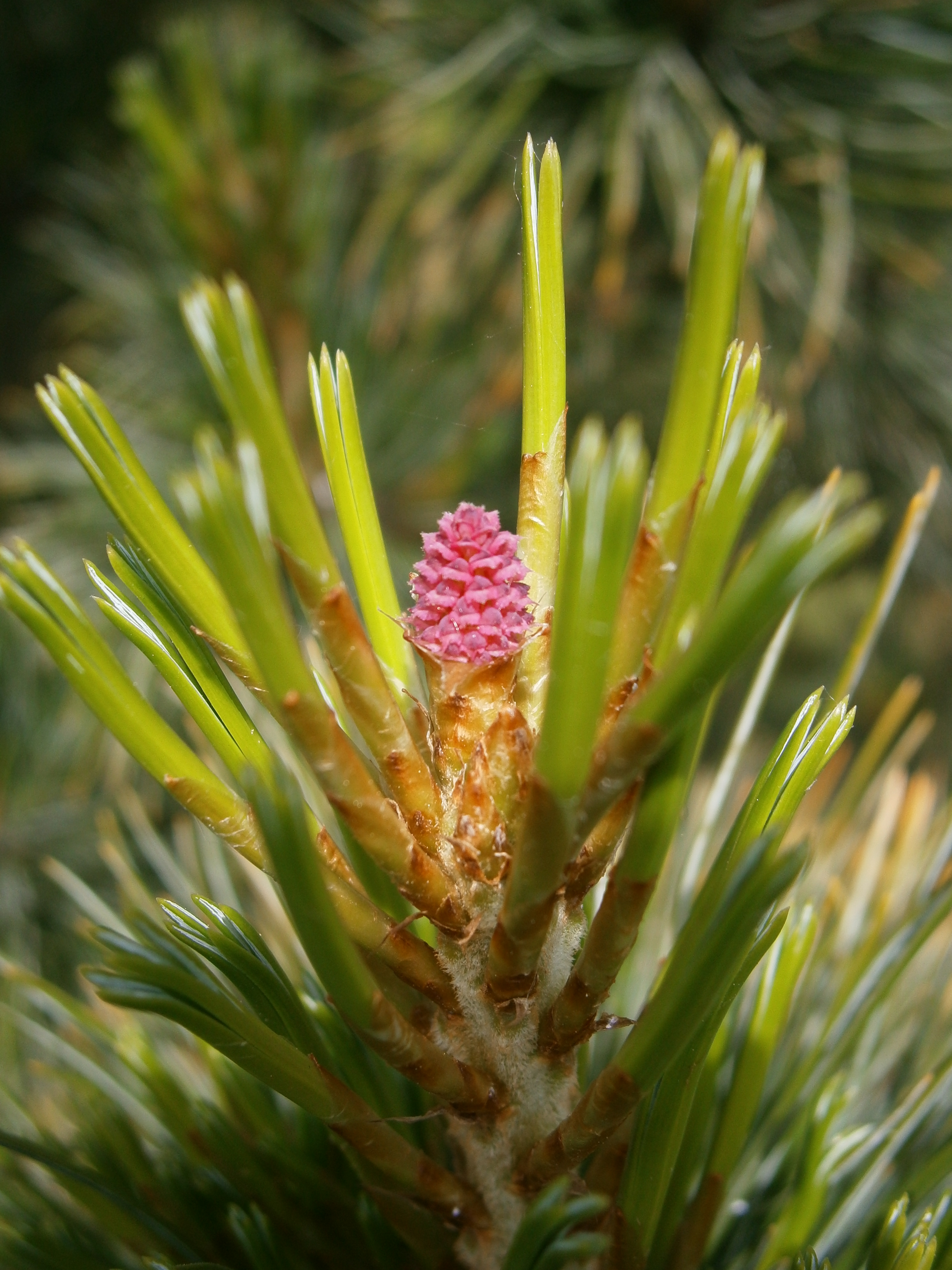
Junger weiblicher Blütenzapfen

Die Zirbelkiefer ist einhäusig-getrenntgeschlechtig (monözisch), wobei eine Selbstbefruchtung möglich ist. Sie wird im Freistand mit rund 40 Jahren mannbar; in dichten Beständen später. Die Blütezeit erstreckt sich von Mai bis Juli. Die violetten weiblichen Blütenzapfen sind kurz gestielt und erscheinen einzeln oder zu mehreren an den Spitzen von Langtrieben. Man findet sie vor allem an den äußeren Bereichen des oberen Kronendrittels. Die gelblichen bis violetten männlichen Blütenzapfen werden anstelle von Kurztrieben an der Basis von jungen Langtrieben gebildet. Man findet sie vor allem im unteren Kronendrittel. Die Zapfen werden fünf bis neun Zentimeter lang und 3,5 bis sechs Zentimeter dick. Sie sind anfangs aufrecht stehend und bläulich-grün bis violett gefärbt, zur Reife nach rund einem Jahr verfärben sie sich hellbraun. Im Frühjahr des dritten Jahres fallen sie als ganze ab und zerfallen erst danach. Die relativ dicken, rundlichen Samenschuppen werden circa zwei Zentimeter lang. Die neun bis 14 Millimeter langen und 0,2 bis 0,25 Gramm schweren Samen besitzen einen funktionslosen Flügelrest. Sie verbleiben im Zapfen und werden von Tieren herausgelöst und ausgebreitet. Ein Zapfen enthält im Durchschnitt 93 Samen. Das Tausendkorngewicht liegt zwischen 150 und 350 Gramm.

## Verbreitung

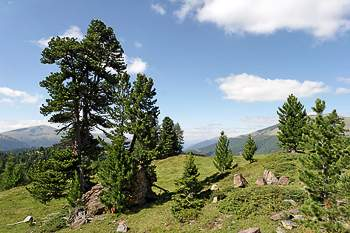
Die Turracher Höhe zählt zu den größten geschlossenen Zirbenwaldflächen in Österreich.

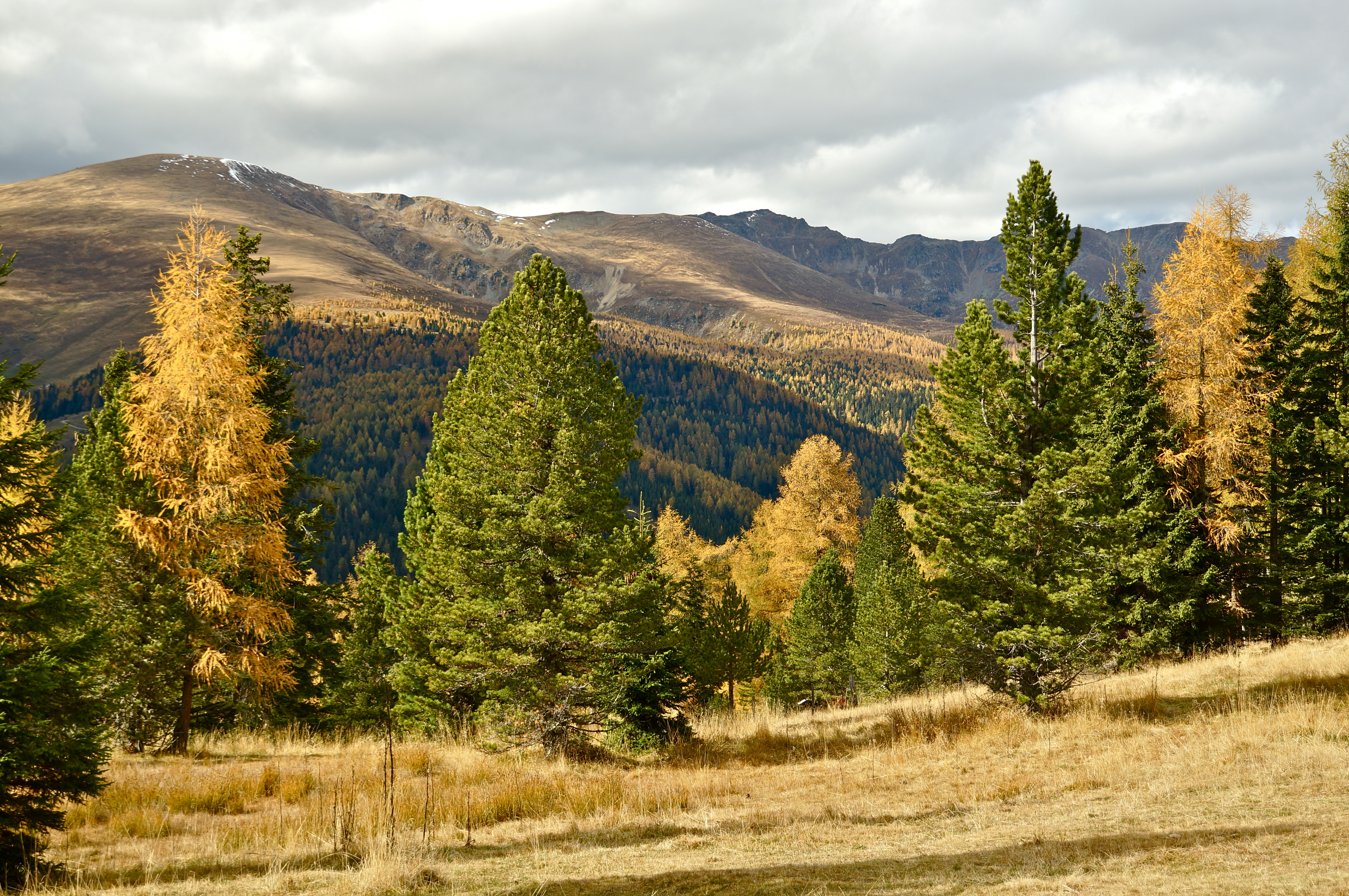
Herbstliche Zirbelkiefern im Verband mit Lärchen, Hochrindl/Kärnten

Das Verbreitungsgebiet der Zirbelkiefer ist zweigeteilt:
Das größere Teilareal liegt im Alpenraum mit einem Schwerpunkt in den kontinentalen Zentralalpen. Die Westgrenze bilden die Seealpen und die Dauphiné in Frankreich, während die Ostgrenze am Gamsstein in den Ybbstaler Alpen liegt. Südlich kommt sie bis zum Monte Baldo und dem Monte Viso vor. Nordwärts gibt es einzelne Vorkommen in den nördlichen Kalkalpen vom Genfersee, in den Stubaier und Tuxer Alpen, im Karwendel bis zum Salzkammergut und in den Bayerischen und den Berchtesgadener Alpen. Im Allgäu kommt die Art nicht vor. Als höchstgelegener geschlossener Zirbelkieferwald in Europa gilt der Wald von Tamangur im schweizerischen Unterengadin.
Das zweite und kleinere Teilareal befindet sich in der Hohen Tatra und in den Süd- und Ostkarpaten.
Außerhalb des natürlichen Verbreitungsgebiets findet man die Art vor allem in Parks und Arboreten.
Im Ampasser Kessel unterhalb der Viggarspitze in den Tuxer Alpen befindet sich auch der älteste Baum Tirols, eine über 700 Jahre alte Zirbelkiefer, die 1926 als Naturdenkmal ausgewiesen wurde.

## Standort
Die Zirbelkiefer bildet Reinbestände oder ist mit der Europäischen Lärche (Larix decidua) im Vaccinio-Pinetum cembrae vergesellschaftet und bildet mit ihr die Lärchen-Arvenwälder der oberen subalpinen Stufe.

### Temperatur und Niederschlag
Die Zirbelkiefer kommt in Höhenlagen von 1300 Meter bis 2850 Meter vor, bevorzugt zwischen 1500 und 2000 Meter. Sie ist eine Baumart des strengen kontinentalen Klimas. Sie gilt als die frosthärteste Baumart der Alpen – Temperaturen von bis zu −43 °C werden unbeschadet überstanden – und ist einigermaßen wenig anfällig für Spätfrost.
Im inneralpinen Bereich, wo die Jahresniederschläge zwischen 700 und 1000 mm liegen, wächst die Zirbelkiefer hauptsächlich auf den feuchteren Nord- und Westhängen. In der Alpennordkette wächst sie hauptsächlich auf den wärmeren Süd- und Südosthängen.

### Boden
Die Art bevorzugt frische und tiefgründige Böden sowie versauerte Rohhumusböden. Sie wächst meist auf Granit, Gneis, Schiefer, Sandstein oder Kalkgestein. Sie stellt nur geringe Ansprüche an den Nährstoffgehalt und pH-Wert des Bodens. Für die Keimlinge ist eine Versorgung mit Kalium wichtig.

### Zeigerwerte
Nach Ellenberg ist sie im Jugendstadium eine Halbschattenpflanze, ein Frischezeiger, auf stickstoffarmen Standorten wachsend und eine Verbandscharakterart der Arvenwälder und Gebirgs-Zwergstrauchheiden (Rhododendro-Vaccinienion). Sie ist die Schlussbaumart des hochsubalpinen Waldes (Larici-Pinetum cembrae).
Die ökologischen Zeigerwerte nach Landolt & al. 2010 sind in der Schweiz: Feuchtezahl F = 3 (mäßig feucht), Lichtzahl L = 3 (halbschattig), Reaktionszahl R = 2 (sauer), Temperaturzahl T = 2 (subalpin), Nährstoffzahl N = 2 (nährstoffarm), Kontinentalitätszahl K = 4 (subkontinental).

## Ökologie

### Krankheiten und Schädlinge
Gegen abiotische Gefährdungen wie Lawinen, Erosion und Nassschnee ist die Zirbelkiefer äußerst widerstandsfähig. Sie ist einigermaßen resistent gegenüber Ozon und Schwefeldioxid.
Als Jungpflanze allerdings erträgt sie keine längere Schneebedeckung, da ihre Nadeln sonst vom Pilz Weißer Schneeschimmel (Phacidium infestans) befallen werden. Der Jungwuchs wird vor allem durch Verbiss und Fegen von Gämsen, Rehen und Hirschen stark reduziert.
Der Erreger des Schwarzkiefer-Triebsterbens, der Schlauchpilz Gremmeniella abietina, befällt die Rinde der Zirbelkiefer. Stammfäule-Erreger und Wurzelparasiten spielen keine nennenswerte Rolle. Der Erreger des Strobenrostes, Cronartium ribicola, befällt die Zirbelkiefer, richtet aber nur selten Schäden an.
An Schadinsekten werden der Echte Kiefernrüssler (Pissodes pini) und der Graue Lärchenwickler (Zeiraphera griseana) genannt. Letzterer tritt vor allem in Arven-Lärchenwäldern auf, wo es in mehrjährigen Abständen zu Massenvermehrungen kommt. Dabei werden primär die Lärchen kahlgefressen, sterben in der Regel aber nicht ab. Stehen keine Lärchen mehr zur Verfügung, geht der Schädling auf die Zirbelkiefern über und zerstört deren Nadeln gleichfalls. Diese leiden sehr nachhaltig darunter und sind dann anfällig für den Befall durch weitere Schädlinge.

### Zirbelkiefer und Tannenhäher

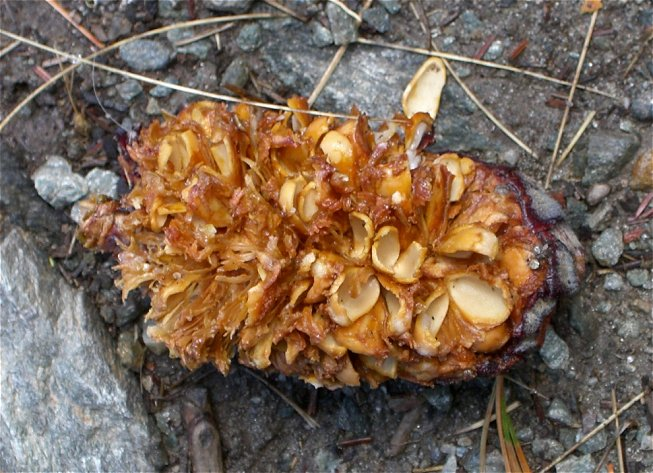
Zapfen mit geöffneten Samenschalen, der Samen wurde vom Tannenhäher verzehrt

Die Zirbelkiefer steht in enger Lebensgemeinschaft mit dem Tannenhäher (Nucifraga caryocatactes), dessen Hauptnahrungsquelle die Zirbelsamen sind. Er ist maßgeblich an einer natürlichen Verjüngung der Bestände beteiligt und verbreitet diese anders als andere Samenfresser wie etwa Eichhörnchen (Sciurus vulgaris), Rötelmaus (Myodes glareolus) oder Spechte auch über die Waldgrenze hinaus.
Der Ausbreitungsmechanismus ist die Versteckausbreitung: Der Tannenhäher legt ab August zahlreiche Vorratsverstecke mit Zirbelsamen für den Winter an. Dabei bevorzugt er weichen oder lockeren Untergrund und legt in diesem auch größere Depots an als in festem Untergrund. Solche Stellen sind für den Keimungserfolg und das Wachstum der Jungbäume relativ günstig. Aus etwa 20 % der versteckten Samen wachsen Sämlinge, da sie der Tannenhäher nicht wiederfindet und sie auch dem Verzehr durch andere Samenfresser entgehen.

### Zirbelkiefer und Klimawandel
Aufgrund ihrer langen Generationszeit kann die Zirbe sich möglicherweise nicht schnell genug an die gegenwärtige globale Erwärmung und den damit assoziierten Klimawandel anpassen. Eine genetische Studie wies nach, dass Jungbäume in tiefen Lagen von ihren Mutterbäumen die Genvarianten (Allele) für das vergangene, kühlere und feuchtere Klima geerbt haben. So werden sie an das zukünftige, wärmere und trockene Klima weniger gut angepasst sein (Evolutionary mismatch). Um in höhere und kühlere Lagen ausweichen zu können, brauchen Zirben neben dem Tannenhäher auch genügend Rohhumus für das Wachstum der Keimlinge. Dieser existiert in hohen Lagen vielerorts noch nicht. Angesichts dieser Schwierigkeiten ist es denkbar, dass die Vorkommen der Zirbe kleiner und zunehmend zerstückelt werden. In einzelnen Alpentälern könnte sie sogar aussterben.

### Mykorrhizen
Die Zirbelkiefer bildet Ektomykorrhiza-Symbiosen mit verschiedenen Pilzen und ist vor allem in höheren Lagen ohne diese kaum lebensfähig.
Zu den häufigsten Mykorrhiza-Partnern gehören
- der Fliegenpilz (Amanita muscaria),
- Lactarius basidiosanguineus,
- der Rotbraune Milchling (Lactarius rufus), besonders häufig in Altbeständen,[10]
- Pinirhiza subalpina,
- der Zirbenröhrling (Suillus plorans),
- der Elfenbeinröhrling (Suillus placidus) und
- der Beringte Zirbenröhrling (Suillus sibiricus ssp. helveticus).

## Nutzung

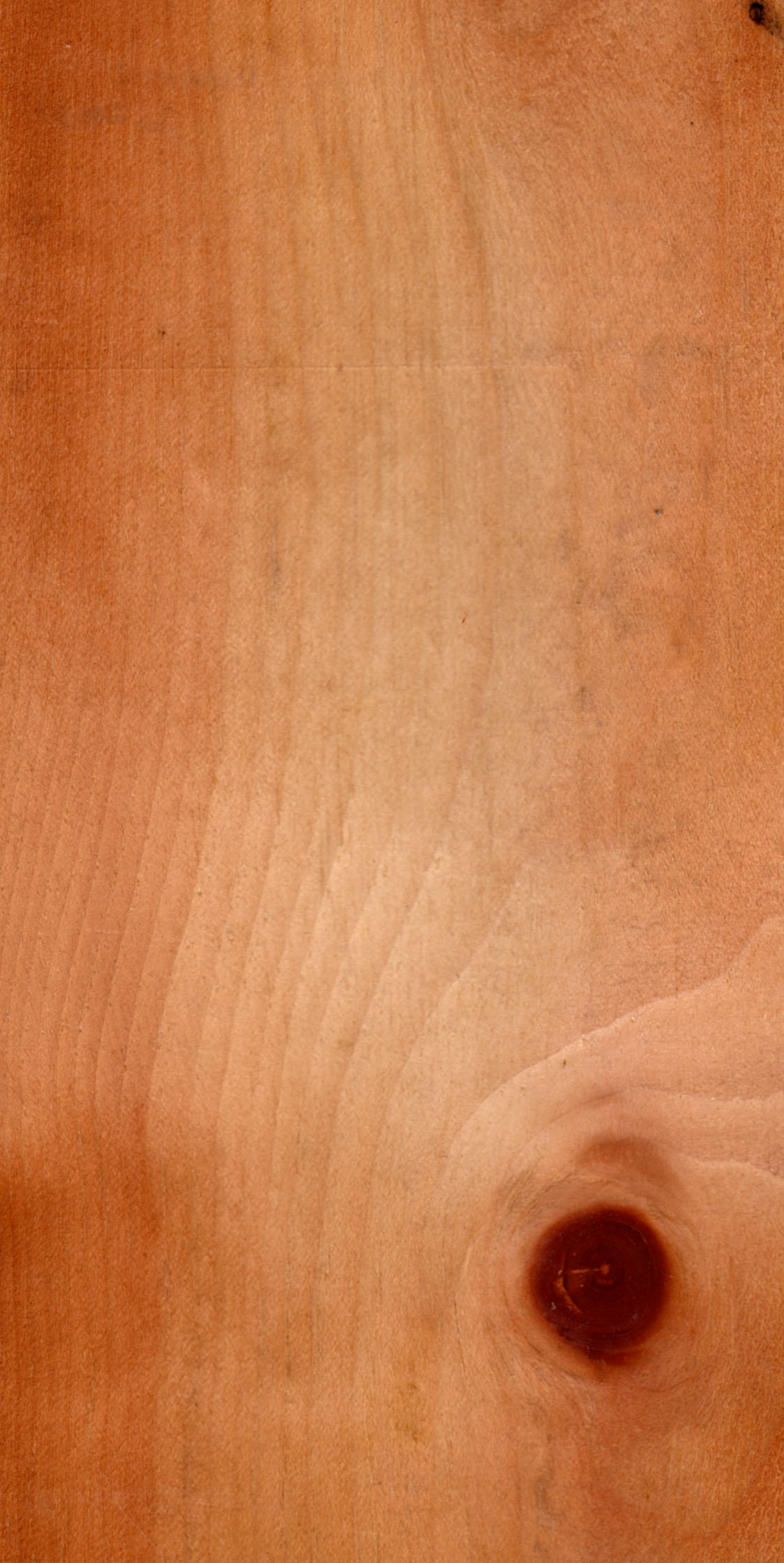
Holz

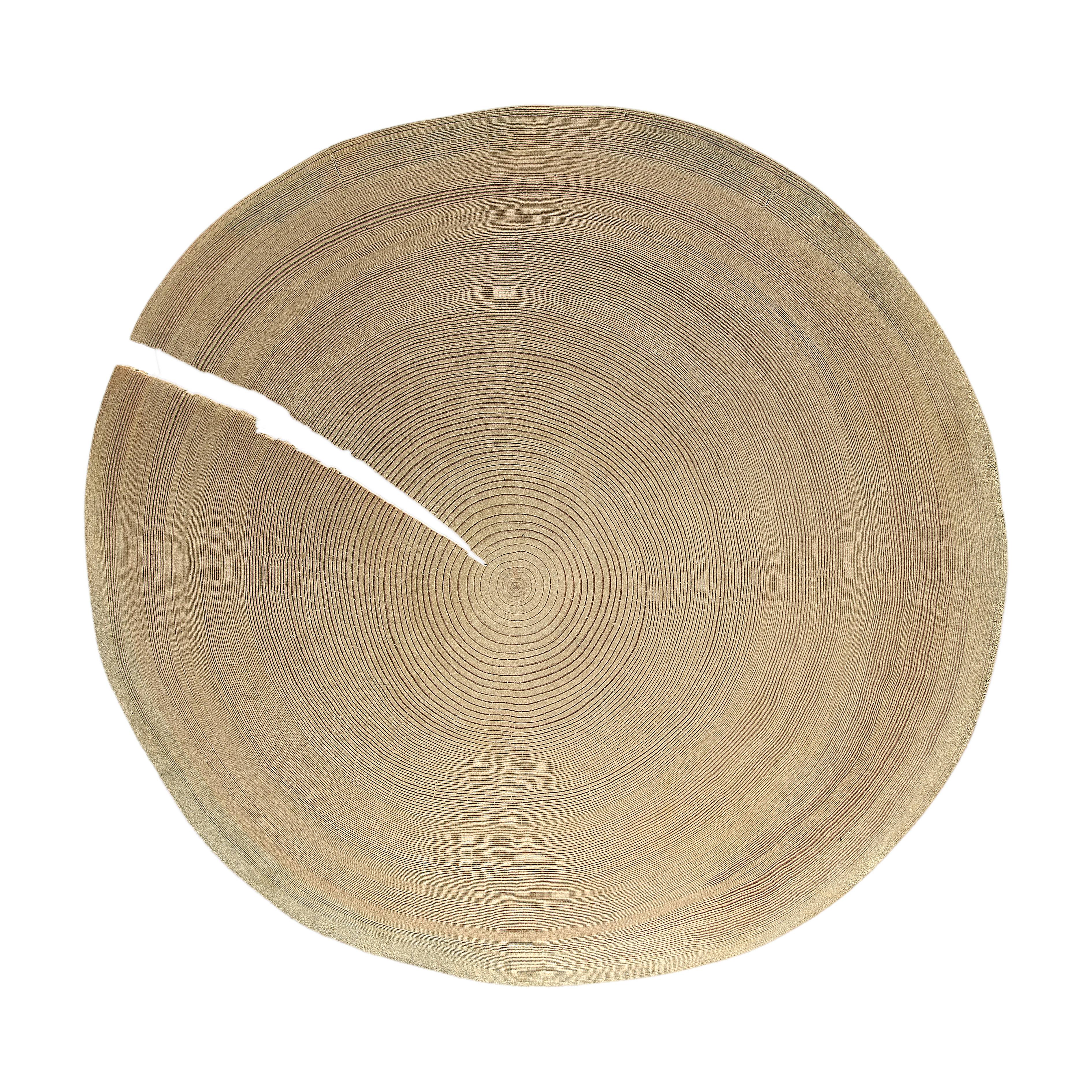
Pinus cembra

### Zirbelholz
Forstliche Anbauten blieben aufgrund der Trägwüchsigkeit, häufiger Verbissschäden und einer hohen Ausfallrate im Stangenholzalter meist ohne nennenswerten Erfolg. Das Holz der nordamerikanischen Weymouth-Kiefer, die in geringem Umfang in süddeutschen Wäldern angepflanzt wurde, kann in manchen Fällen als Alternative für Zirbenholz verwendet werden. Wegen der gestiegenen Nachfrage hat sich der Preis für Zirbenholz in den letzten Jahren (Stand 2015) verdreifacht.

#### Eigenschaften
Siehe auch: #Holz

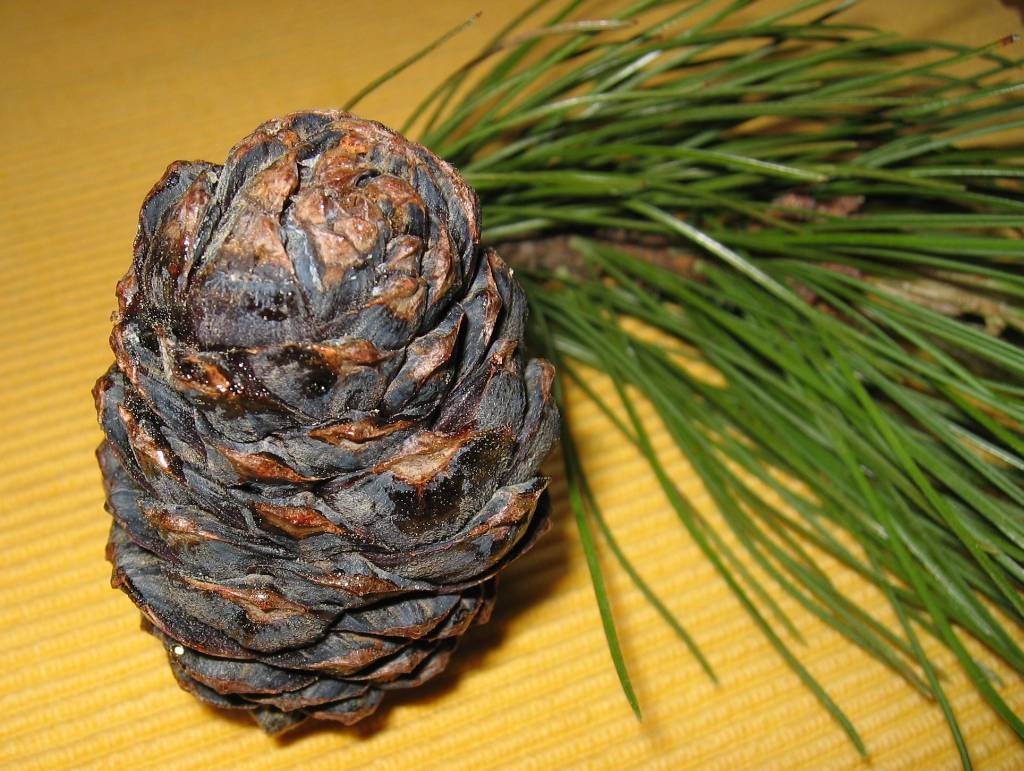
Zirbenzapfen („Zirbelnuss“) und Zweig

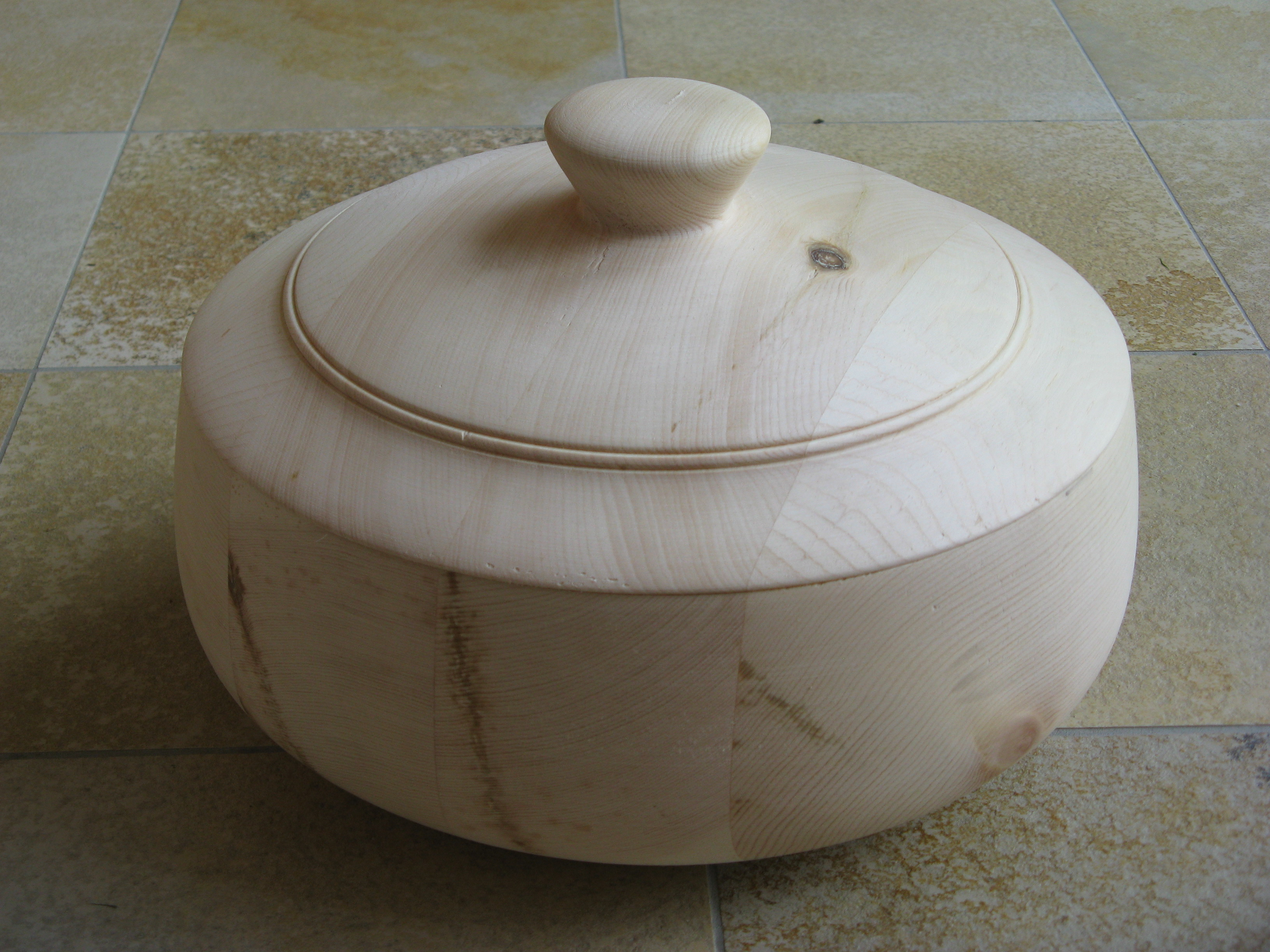
Brottopf aus Zirbenholz

Handgeschnitzte Weihnachtskrippe aus Südtirol

Die Zirbelkiefer ist eine harzhaltige Kernholzbaumart mit gleichmäßiger Maserung und vergleichbarer Dauerhaftigkeit wie Lärchenholz. Häufig kommen festverwachsene, rotbraune Astansätze vor.
Dem Anteil von bis zu 0,5 % Pinosylvin (ein Terpenoid und Polyphenol) wird eine hemmende Wirkung gegenüber zahlreichen Schadorganismen zugeschrieben.
Mit einer mittleren Darrdichte von rund 400 kg/m³ ist Zirbenholz die leichteste heimische Nadelholzart. Da es weniger schwindet als andere Nadelhölzer, ist es dimensions- und
formstabil und neigt beim Trocknen kaum zu Rissbildung und Verdrehung.
Das Holz der Zirbelkiefer hat oft eine lebhafte Zeichnung und wird im Innenausbau für Täfelungen sowie als Möbelholz für Bauernküchen und Schlafzimmer genutzt. Besonders in Tirol und Südtirol gibt es viele ansässige Künstler, die das Holz der Zirbelkiefer (in Österreich Zirbe genannt) auch für Kunstwerke nutzen.
Des Weiteren nutzt man es für die Herstellung von Schindeln und für Schnitzarbeiten; so werden seit dem 17. Jahrhundert die meisten Grödner Holzschnitzereien aus Zirbenholz geschnitzt. Im alpinen Raum wurden Almhütten daraus gezimmert.
Der leichte Zugang zur Zirbelkiefer und die verhältnismäßig weiche Beschaffenheit des Holzes erleichtern die Bearbeitung des Werkstoffs. Durch die enthaltenen ätherischen Öle duftet das Holz angenehm.
Die Oberfläche von Zirbenholz bleibt im Innenraum meist unbehandelt, um die aromatischen Duftstoffe nicht einzuschließen.
Das im Kernholz der meisten Kiefernarten enthaltene und bei Verletzung der Rinde neu gebildete Pinosylvin ist ein giftiges Stilben, Terpenoid, und Polyphenol, dessen antimikrobielle, fungizide, entzündungs- und krebshemmende, antioxidative, neuroprotektive und antiallergene Eigenschaften untersucht werden.

Die ARGE Zirbenholz und der Tiroler Waldbesitzerverband veröffentlichen eine Broschüre, in der auf die „umfangreichen Talente über die das Holz verfügt“ hingewiesen wird. Neben einigen anderen Untersuchungsergebnissen wird dargelegt, dass sich Kleidermotten in Behältern aus Zirbenholz etwas weniger gut entwickeln, als in Behältern aus Fichtenholz.
Die meisten der angeführten Eigenschaften lassen sich auf die im Kiefernholz und Harz enthaltenen Wirkstoffe zurückführen, die jedoch im Kernholz und Harz der Gemeinen Kiefer (Pinus sylvestris) ebenso enthalten sind.

#### Gesundheitliche Wirkung
Mögliche Auswirkungen von Betten aus Zirbenholz auf die Schlafqualität wurden 2003 in einer Studie mit 15 Teilnehmern durch Maximilian Moser bei Joanneum Research untersucht, 2021 wurde diese mit kleinen Ergänzungen erneut publiziert. In keinem Fall lässt sich aus den beiden Arbeiten ableiten, dass Zirben-Möbel den Schlaf und die Gesundheit verbessern. Der Gesundheitswissenschaftler Gerald Gartlehner kritisierte die Studie aufgrund der geringen Teilnehmerzahl. Außerdem  schliefen die Probanden in ihren eigenen Betten ähnlich wie in den Betten aus Zirbenholz, so dass sich letztlich lediglich ein erhöhter Puls beim Schlaf in den Betten aus kunststoffbeschichteter Spanplatte konstatieren ließe.
Zahlreiche Firmen in Deutschland und Österreich haben mit Verweis auf die Studie des Joanneum Research mit gesundheitlichen Auswirkungen von Zirbenholz geworben. Werbeaussagen zur gesundheitlichen Wirkung wurde in Deutschland und Österreich durch verschiedene Gerichte untersagt. Verschieden Gerichte stellten fest, dass die Studie  den wissenschaftlichen Anforderungen nicht genüge, bzw. bei der Verwendung zum Zwecke der Werbung gegen das Gesetz gegen unlauteren Wettbewerb und das Heilmittelwerbegesetz verstoße. Im April 2022 bestätigte der österreichische Oberste Gerichtshof im Wesentlichen einen Beschluss des Oberlandesgericht Innsbruck, wonach sich ein Händler auch die gesundheitsbezogenen Angaben einer lediglich in einer E-Mail verlinkten Internet-Quelle zurechnen lassen muss. Die in der Quelle erwähnte Studie des Joanneum Research sei zudem nicht geeignet, um medizinische Wirkungen nachzuweisen. Die Werbung mit Auswirkungen von Zirbenholz auf die Gesundheit von Menschen und einer antibakteriellen, schädlingshemmenden und/oder desinfizierenden Wirkung sei zu unterlassen.
Im Mai 2023 stellte das Oberlandesgericht München fest, dass die Aussage, Zirbenduft gäbe Kraft, Klarheit und Zuversicht, wirke sich positiv auf den Schlaf aus, beruhige und lasse Menschen tiefer und bewusster einatmen, als gesundheitsbezogene Wirkungsaussage der Kräftigung und Belebung zu verstehen sei, die grundsätzlich nur dann hinreichend aussagekräftig sei, wenn sie nach den anerkannten Regeln und Grundsätzen wissenschaftlicher Forschung durchgeführt und ausgewertet wurden. Da hier keine entsprechenden Studien angeführt worden waren, kam es zu einer Unterlassungsanordnung.

### Zirbenöl, Harz und andere Extrakte
Aus der Zirbe kann das ätherische Zirbenöl (Arvenöl) gewonnen werden, das zur Wohnraum-Aromatisierung eingesetzt wird.
In Südtirol wurden schon im 18. Jahrhundert verschiedenste Extrakte der Zirbel – unter anderem von der Bauernarztfamilie Ragginer – als Heilmittel verwendet.
In der Schweiz werden Arvenkissen hergestellt, in Bayern Zirbenkissen und in Österreich Zirbenrollen mit speziell gehobelten Spänen des Zirbenholzes als Füllmaterial. Der von den Spänen ausgehende Zirbenduft soll für einen guten Schlaf sorgen.
Aus dem Harz kann ein Immersionsöl für die Mikroskopie hergestellt werden.

### Zirbelkerne

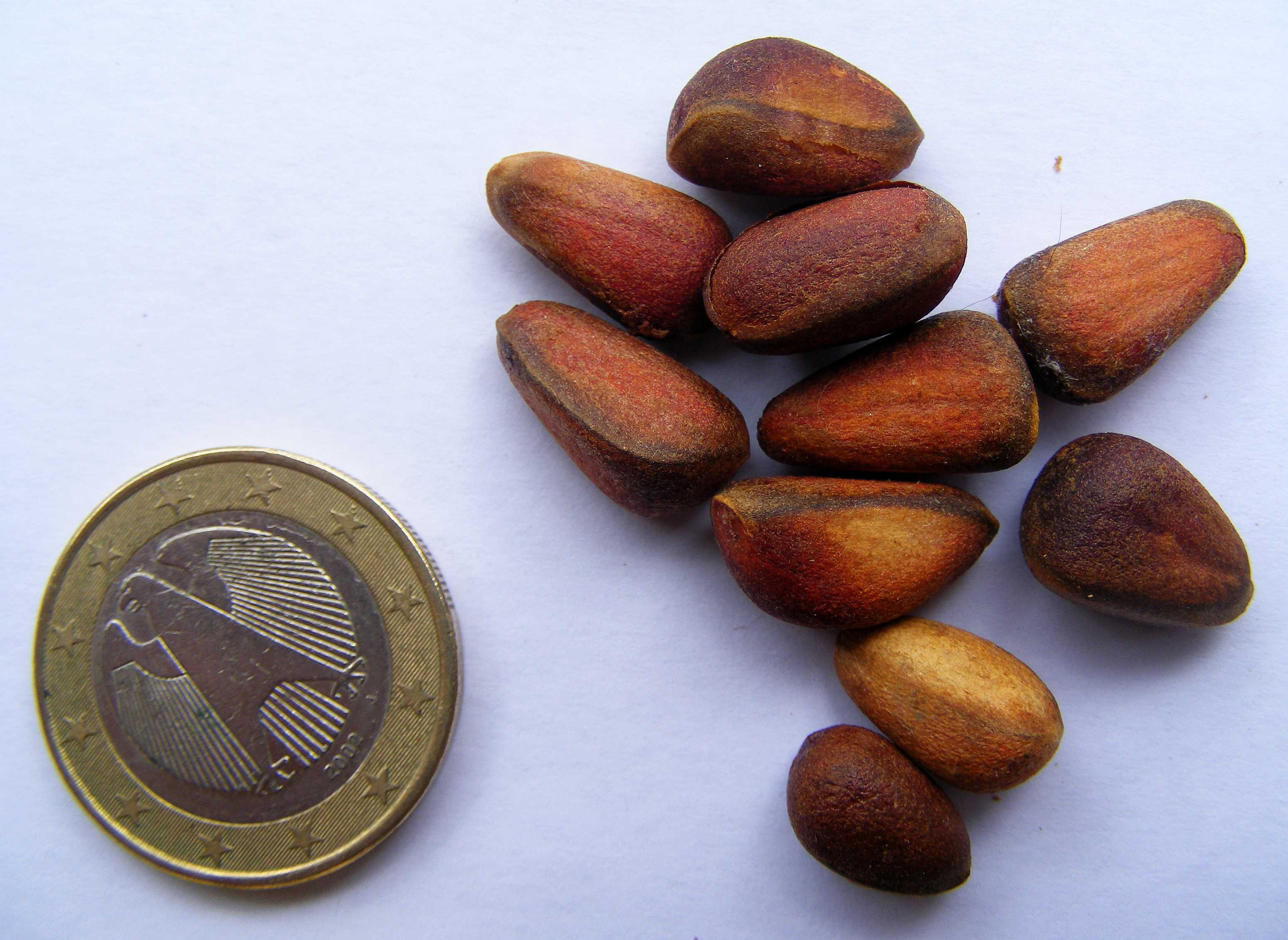
Zirbelkerne

Die wohlschmeckenden und nahrhaften Samen, die 70 % Fette und 20 % Proteine enthalten, werden heute als Leckerei und zum Backen verwendet. Sie hatten eine begrenzte Bedeutung in der Heilkunde und wurden zeitweise auch exportiert.
Im Unterschied zu den ähnlich aussehenden Pinienkernen sind sie meist weniger länglich und etwas feuchter. Der Geschmack erinnert an Walnüsse.

### Zirbengeist, Zirbenschnaps
Zirbengeist bzw. Zirbenschnaps („Zirbeler“) wird als Heil- und Genussmittel verwendet. Drei bis vier Zirbenzapfen werden mit Zucker  in einem Liter Ansatzschnaps mehrere Wochen eingelegt, bis der Extrakt eine dunkelbraun-rötliche Farbe angenommen hat.

### Zirbelwälder
In den Hochlagen der Alpen erfüllt die Zirbelkiefer eine wichtige Schutzwaldfunktion.
Sie ist auch eine als Gartenbaum beliebte Kiefernart.
In Innsbruck führt von der Bergstation der Patscherkofelbahn Richtung Osten der „Zirbenweg“ durch einen der größten und ältesten Zirbenbestände Europas. Auf dem Graukogel in Bad Gastein wurde in der Umgebung von jahrhundertealten Zirben ein „Zirbenweg“ als Erlebnispfad errichtet.
Auch im Pitztal wurde am Hochzeiger ein Zirbenpark errichtet. Der einen Kilometer lange „ZirbenPark“-Rundwanderweg im Pitztal startet an der Hochzeiger-Mittelstation auf 2000 Meter. Der Erlebnisweg mit zwölf Stationen führt durch den Zirbenwald mit Blick auf die Orte Jerzens und Wenns.
Zirbenwälder im Gasteiner Tal dienen den Österreichischen Bundesforsten der Samengewinnung durch Baumkletterer, die Zapfen insbesondere in Mastjahren ernten.

## Systematik
Innerhalb der Gattung der Kiefern (Pinus) wird die Zirbelkiefer wie folgt eingeordnet:
Untergattung Strobus, Sektion Quinquefoliae, Subsektion Strobus.
Die in der Vergangenheit häufig als Unterart oder Varietät von Pinus cembra aufgefasste Sibirische Zirbelkiefer wird heute als eigenständige Art Pinus sibirica angesehen.
Die Chromosomenzahl der Zirbelkiefer beträgt 2n = 24.